# 22 Batalion Straży Granicznej
22 Batalion Straży Granicznej – jednostka organizacyjna Straży Granicznej w II Rzeczypospolitej pełniąca służbę ochronną na granicy polsko-radzieckiej.

## Formowanie i zmiany organizacyjne
Wykonując postanowienia uchwały Rady Ministrów z 23 maja 1922 roku, Minister Spraw Wewnętrznych rozkazem z 9 listopada 1922 roku zmienił nazwę „Bataliony Celne” na „Straż Graniczną”. Wprowadził jednocześnie w formacji nową organizację wewnętrzną. 22 batalion celny przemianowany został na 22 batalion Straży Granicznej.
22 batalion Straży Granicznej funkcjonował w strukturze Komendy Powiatowej Straży Granicznej w Tarnopolu, a jego dowództwo stacjonowało w Germanówce. W skład batalionu wchodziły cztery kompanie strzeleckie oraz jedna kompania karabinów maszynowych w liczbie 3 plutonów po 2 karabiny maszynowe na pluton. Dowódca batalionu posiadał uprawnienia dyscyplinarne dowódcy pułku. Cały skład osobowy batalionu obejmował etatowo 614 żołnierzy, w tym 14 oficerów.
W lipcu 1923 roku 22 batalion SG w Germakówce przekazał swój odcinek oddziałom Policji Państwowej i został rozwiązany.

## Służba graniczna
Sąsiednie bataliony
- 1 batalion Straży Granicznej ⇔ 23 batalion Straży Granicznej (w rezerwie)[6] − V 1923[8]

## Żołnierze batalionu
Komendanci batalionu
| stopień | imię i nazwisko | okres pełnienia służby   | kolejne stanowisko |
| ------- | --------------- | ------------------------ | ------------------ |
| kapitan | Antoni Pallulon | IX 1922 – był 17 X 1922) |                    |